# برهان عشق
برهان عشق، یکی از براهین اثبات وجود خدا می باشد که توسط ابن سینا بیان شده است.
ابن سینا که وجود خداوند را با دلایل فلسفی اثبات کرده در عین حال توصیفی مبتنی بر عشق از رابطه خدا و جهان و انسان ارائه می دهد ودر رساله عشق می گوید:
هر یک از ممکنات به واسطه حقیقت وجودش، همیشه مشتاق کمالات و زیبایی هاست و برحسب فطرت خود از بدی ها گریزان. همین اشتیاق ذاتی و ذوق فطری که سبب بقای ممکنات و مخلوقات است را عشق می نامیم.
ابن سینا معتقد است که عشق و محبت میان انسان و جهان از جاذبه عشق الهی ناشی می شود که در کنه و ذات جهان هستی به ودیعت نهاده شده است.

## مطالعه بیشتر
- The work of Love and The faith of a Scientist by John Polkinghorne
- Tom Wright, Simply Christian SPCK 2006, Ch 3 "Made for each other"
- Richard Swinburne, The Existence of God OUP 2nd Edition 2004 ISBN 0-19-927168-2